# Collage féministe
Pour les articles homonymes, voir Collage.

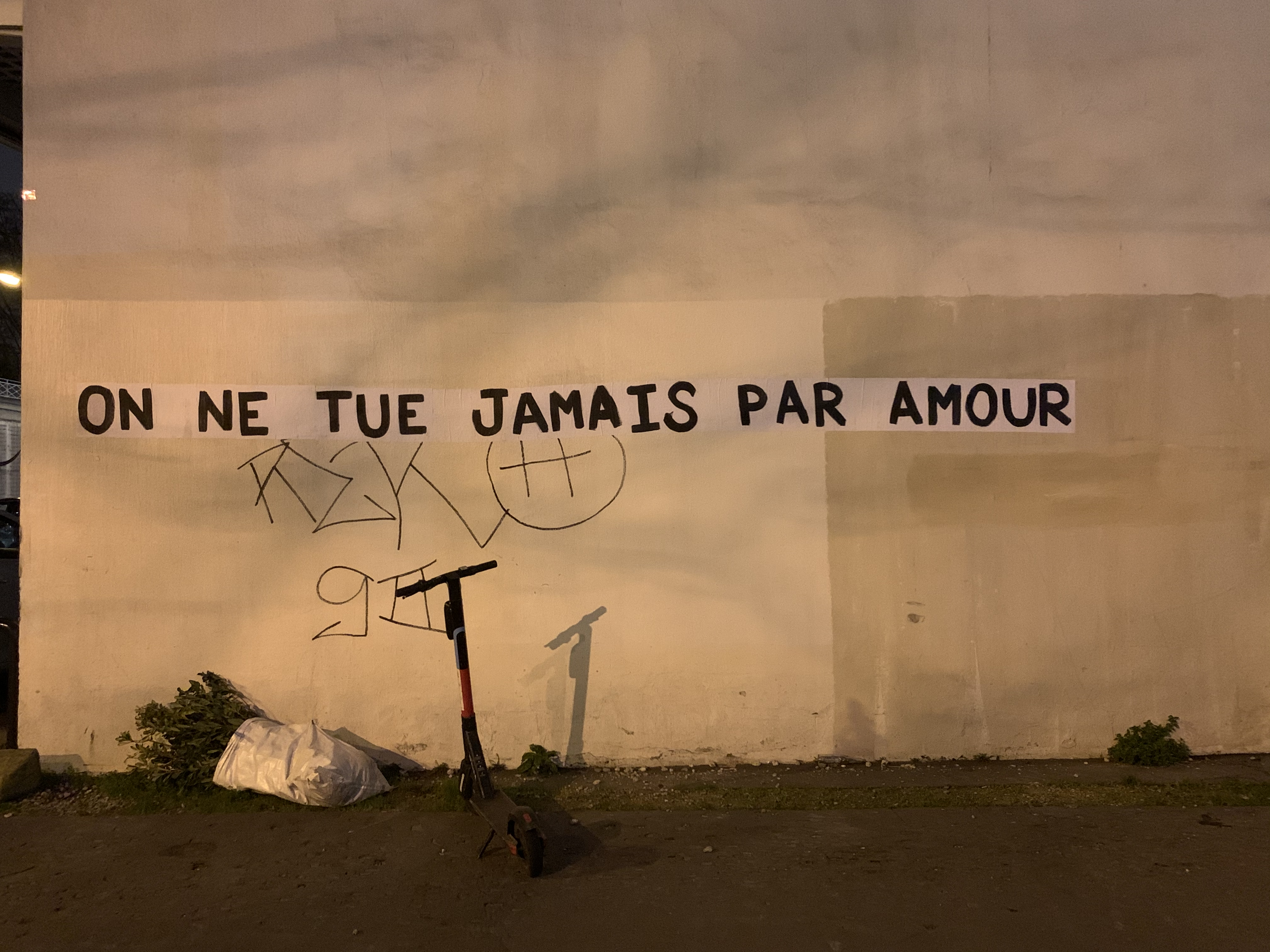
Un collage féministe sur un mur du boulevard de Grenelle à Paris, en février 2020.

Un collage féministe est un moyen d'expression militant, consistant à coller sur les murs de l'espace public des messages féministes. Ce mode d'action est particulièrement utilisé afin de dénoncer les féminicides et violences sexistes et sexuelles, à travers l'action directe, par des collectifs le plus souvent autonomes et organisés en non-mixité ou en mixité choisie.
En France cet activisme est apparu à partir de 2016, sous forme de tags et d'affiches sobres, sous forme de collages de feuilles A4, avant de s'étendre à plusieurs autres villes du monde. Cette forme d'activisme a été popularisé par le collectif Collages contre les féminicides, cofondé par Marguerite Stern.

## Concept
Les collages prennent la forme de phrases aux lettres noires inscrites sur des feuilles blanches et collées sur les murs d'immeubles ou de maisons, parfois à des endroits jugés stratégiques. Ils sont conçus pour attirer l'attention, faire réagir et sensibiliser le public aux violences faites aux femmes, plus particulièrement aux violences sexistes, sexuelles, mais aussi familiales et pédocriminelles.
Ils sont réalisés par des groupes de colleuses autonomes, généralement organisés en non-mixité ou en mixité choisie sans homme cisgenre,. Les participantes sont libres de créer leurs propres slogans, même s'ils peuvent être ensuite discutés au sein des groupes.

## Histoire

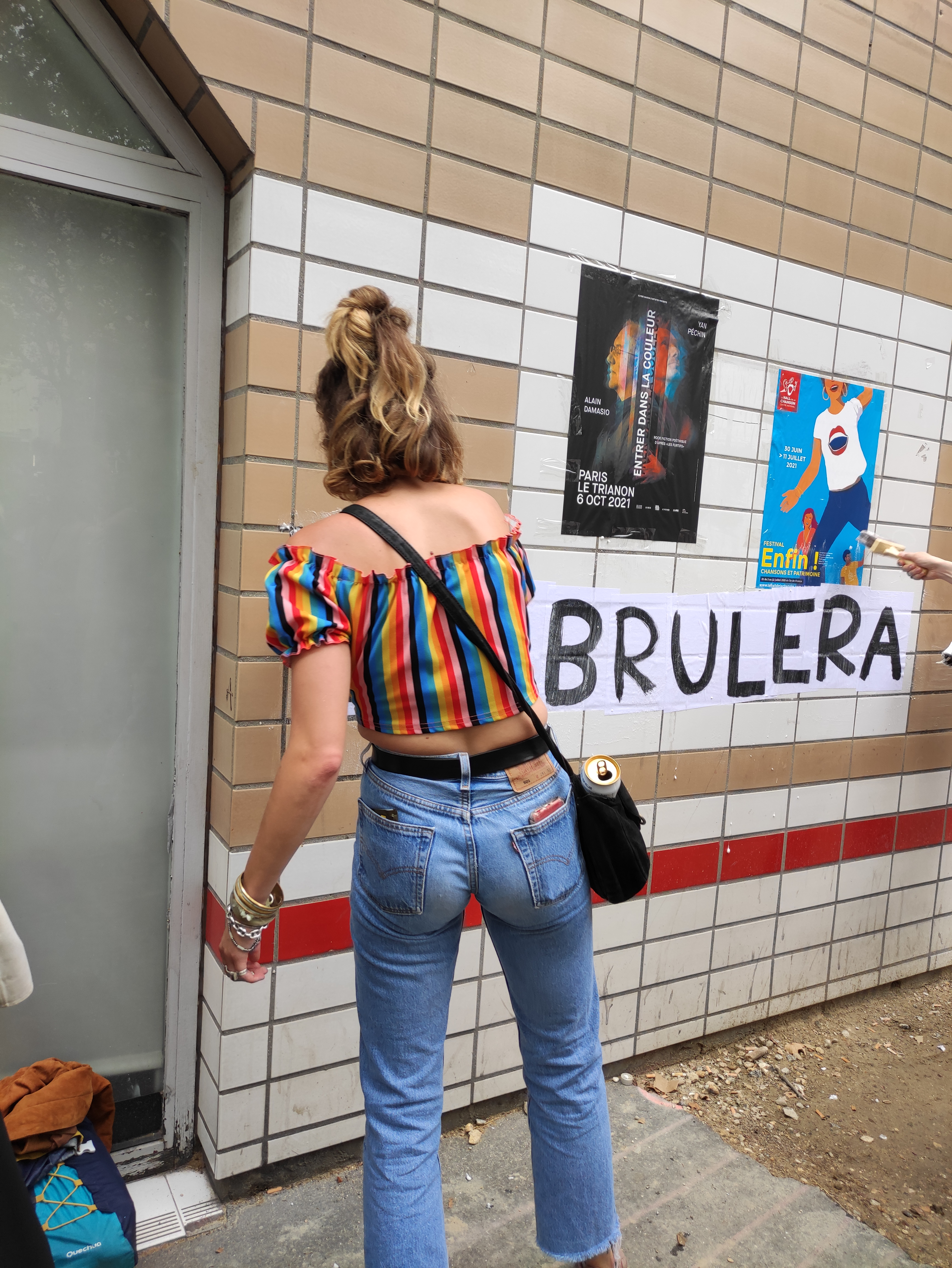
Colleuses en action à la Marche des fiertés à Paris, le 20 juin 2021.

Les collages s'inscrivent dans un renouveau du féminisme, né dans la lignée des mouvements Ni una menos (« Pas une de plus ») contre les féminicides en Amérique du Sud en 2015, et #MeToo contre les agressions sexuelles en 2017.
En France, un collectif anonyme de femmes féministes, Insomnia, se lance en 2016 dans des actions de taggage et d'affichage pour dénoncer spécifiquement les propos sexistes, les féminicides et violences contre les femmes. Elles s'illustrent notamment sur les devantures de restaurants Bagelstein, une vingtaine à Paris en juin 2016, puis une quinzaine dans tout le pays en juillet 2016. Elles jugent en effet que la campagne de communication de l'enseigne de restauration rapide, sous couvert d'humour, est misogyne, raciste et homophobe,,,. En novembre 2016, elles affichent les noms de victimes de féminicides sur les espaces publicitaires des abribus parisiens,,,,,,. Les affiches sont alors caractérisées par leur sobriété.
Les premiers collages féministes sous la forme de lettres noires sur fond blanc apparaissent en février 2019 à Marseille, à l'initiative de Marguerite Stern, militante féministe et ancienne Femen. Son premier slogan dénonce la sexualisation de son corps par les hommes et leur regard depuis son adolescence. En mars 2019, à la suite de l'assassinat de Julie Douib, Marguerite Stern réalise son premier collage dédié à un féminicide. Elle continue les collages à Marseille, avant d'aller à Paris et de les y importer,. En août 2019, le collectif Collages Féminicides Paris est créé. Marguerite Stern dit s'être retirée du collectif après un mois, en continuant à coller seule. En janvier 2020, une divergence au sein des colleuses se manifeste : en réaction à un collage « Des sisters pas des cis terfs » du collectif Collages Féminicides de Montpellier, Marguerite Stern critique la place prise par les femmes trans dans le mouvement féministe et nie leur identité de femmes. Le collectif Collages Féminicides de Paris se désolidarise de ce point de vue, jugé transphobe, et il affirme ses positions en faveur de l'inclusivité et de l'intersectionnalité,.

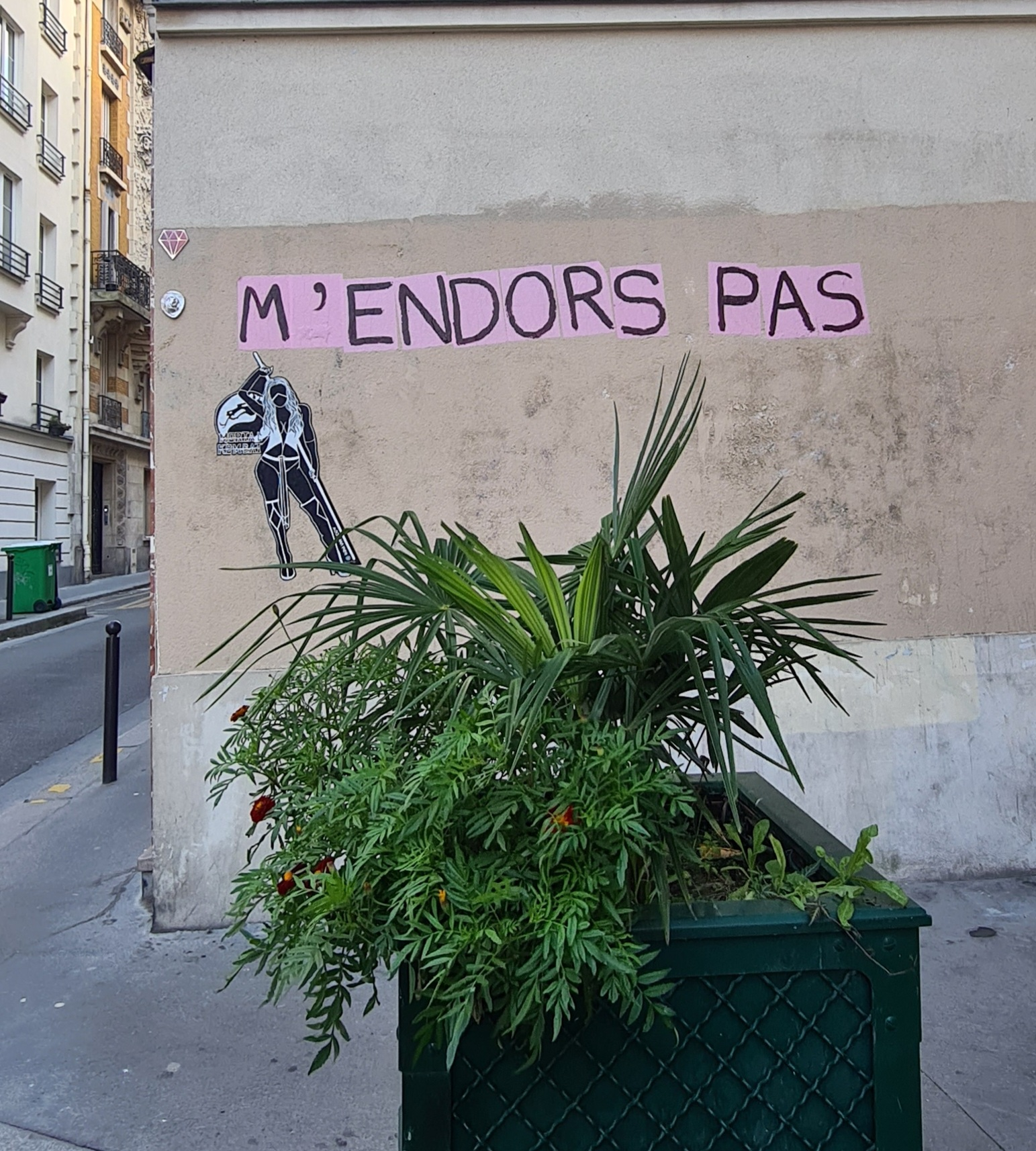
Collage rue Nollet à Paris en octobre 2024, pendant le procès des viols de Mazan. M'endors pas fait référence au mode d'action de Dominique Pelicot, qui sédatait son épouse Gisèle à son insu pour la livrer à des viols collectifs.

Les collages traitent parfois de sujets d'actualité, comme la nomination aux César 2020 de Roman Polanski, et le départ de l'actrice Adèle Haenel de la cérémonie en signe de protestation, le choix de Gérald Darmanin comme ministre de l'Intérieur en France la même année, ou le confinement pendant la pandémie de Covid-19, associé à une nette augmentation des violences conjugales.
Ils sont le sujet du film documentaire Riposte féministe de Marie Perennès et Simon Depardon, présenté en mai 2022 lors de la 75e édition du Festival de Cannes puis sorti en salles en novembre de la même année.

## Diffusion
Les collages féministes sont retrouvés dans plusieurs villes de France, mais aussi en Allemagne, en Italie, en Pologne, au Portugal, en Syrie, ou en Belgique. En septembre 2020, on dénombre 200 villes en France présentant de tels collages. Le concept est également repris par d'autres groupes militants dans le cadre d'autres luttes sociales : luttes LGBT+, antiracisme, lutte contre le validisme, le génocide des Ouïghours.
En Israël, Illana Weizman est la fondatrice du groupe de colleuses de rues HaStickeriot (hébreu : הסטיקריות).

## Légalité
En France, le collage sur les murs ou le mobilier urbain est assimilé à de la dégradation légère de bâtiments selon l'article 322-1 du code pénal. Certains collages ont été suivis par des gardes à vue de colleuses.

## Galerie: exemples de collages par ville

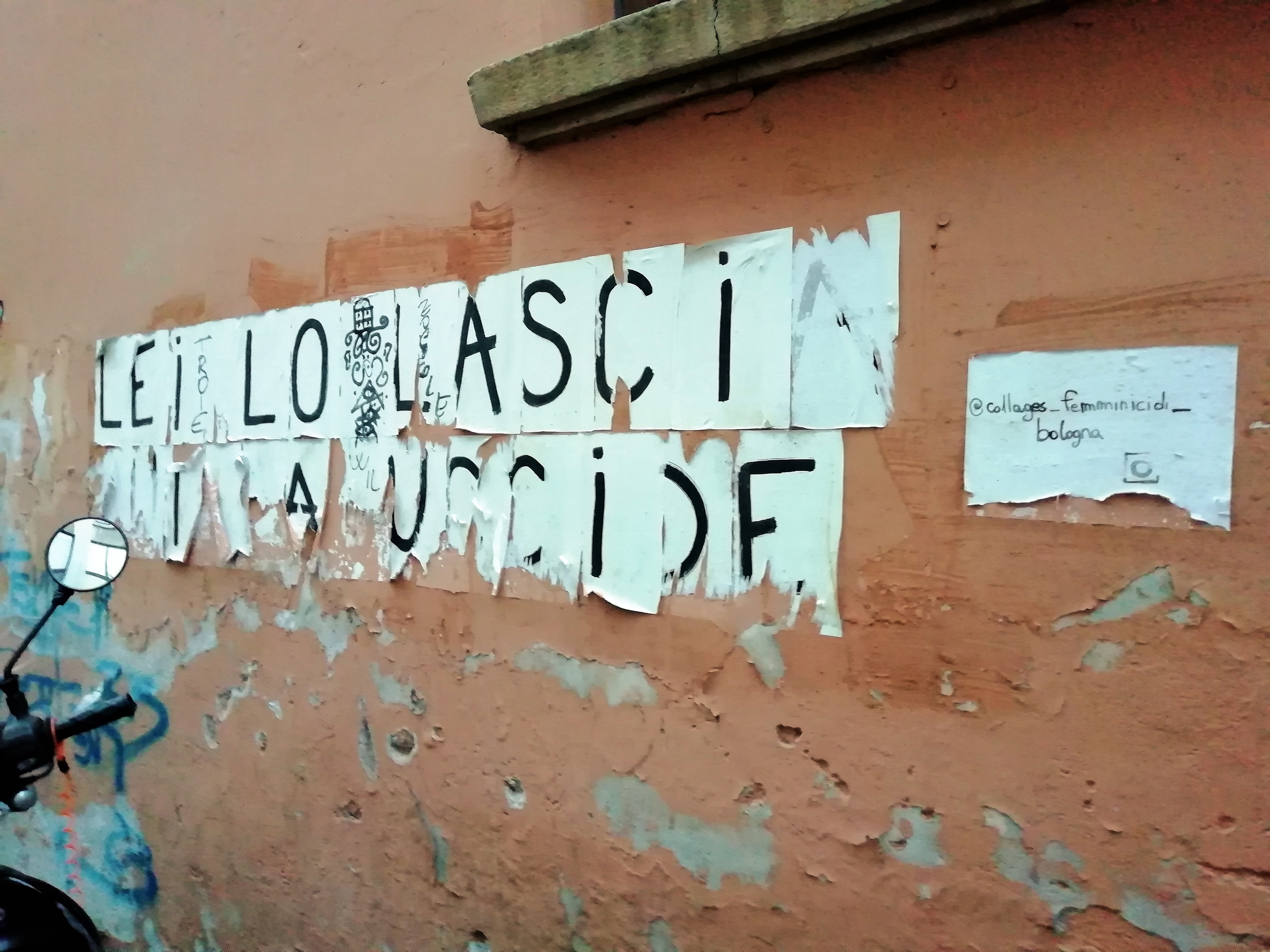
Bologne : « Lei lo lascia, lui la uccide » (« Elle le quitte, il la tue »).
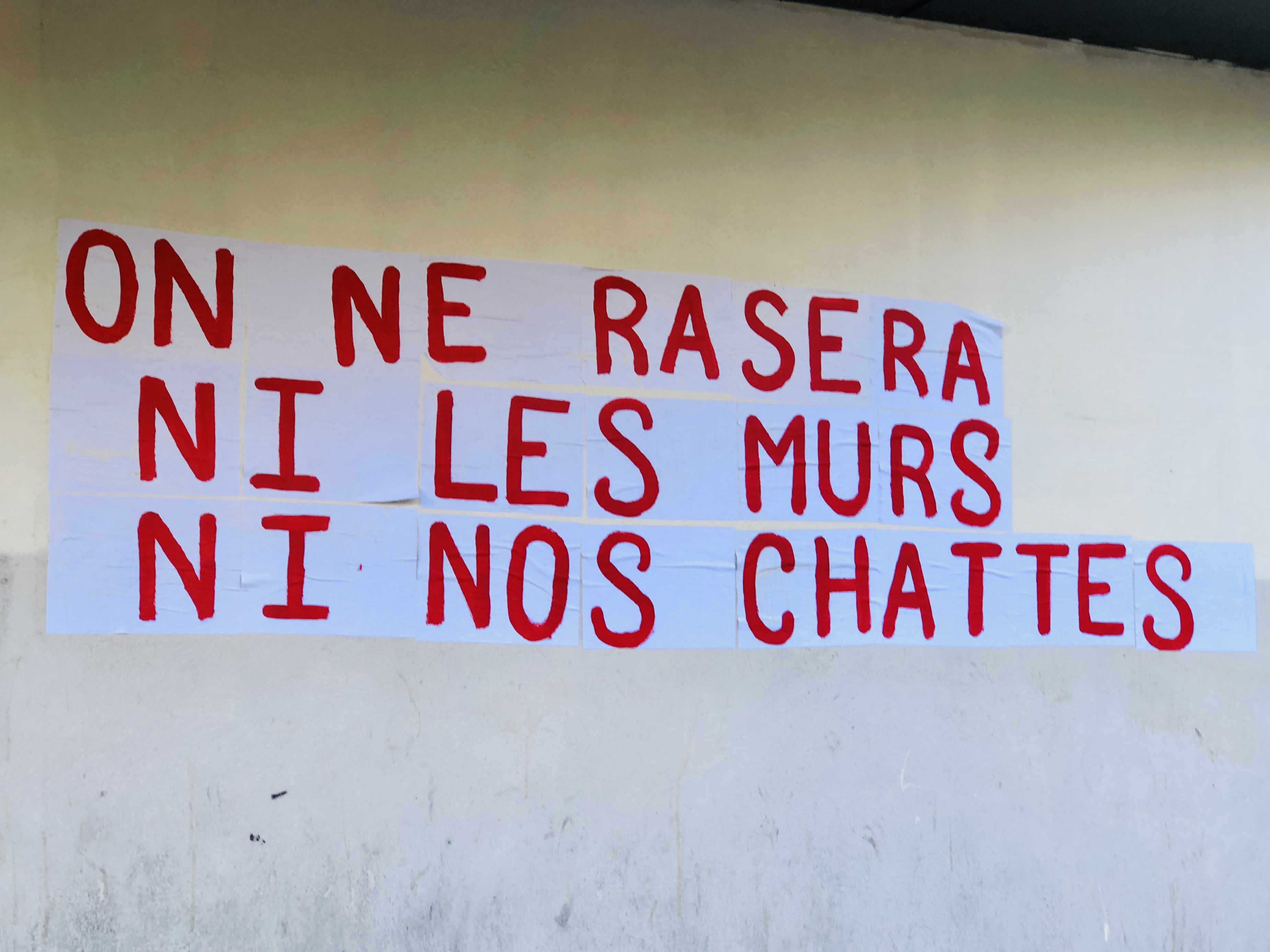
Bordeaux : « On ne rasera ni les murs ni nos chattes ».
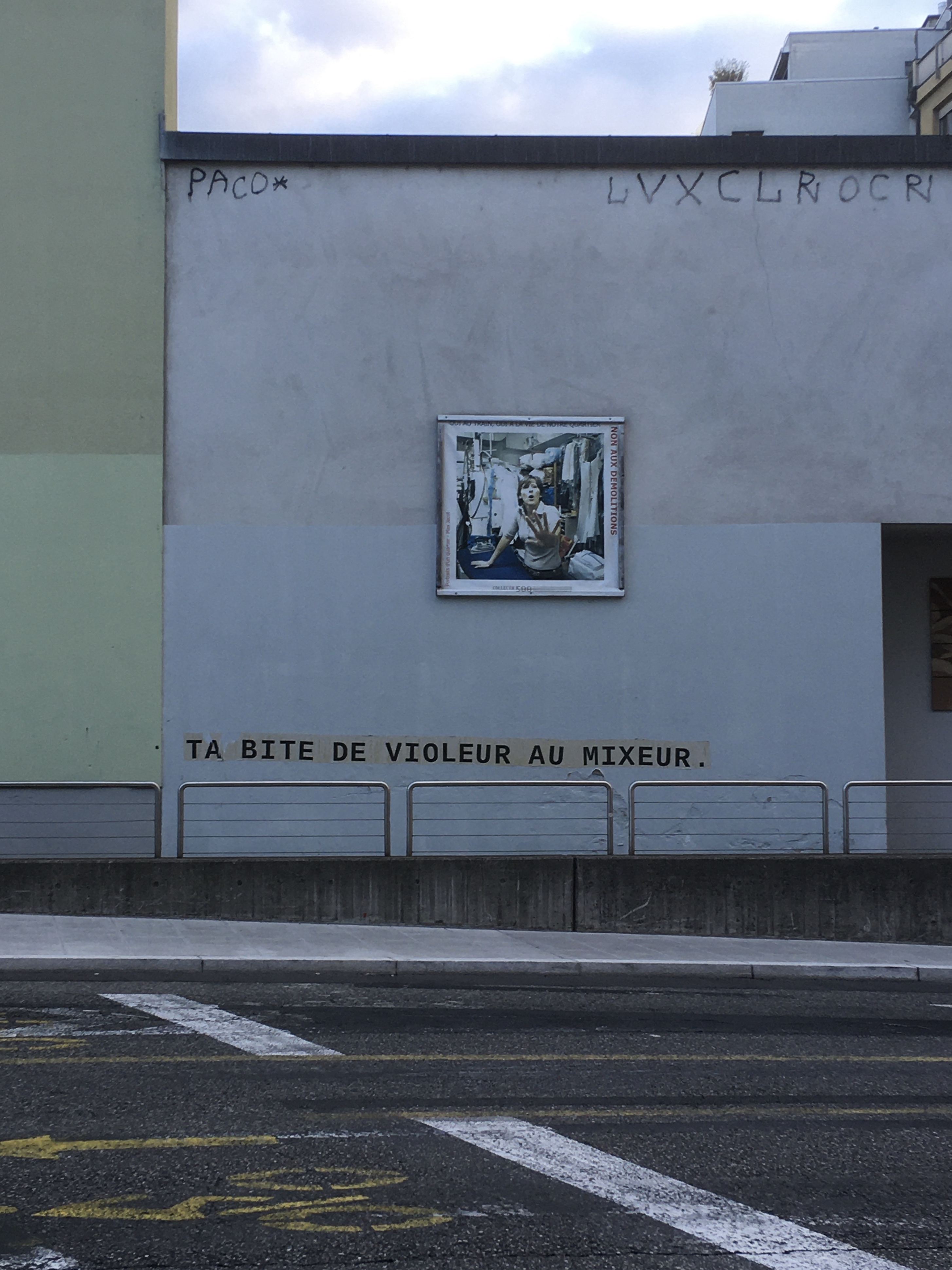
Genève : « Ta bite de violeur au mixeur ».
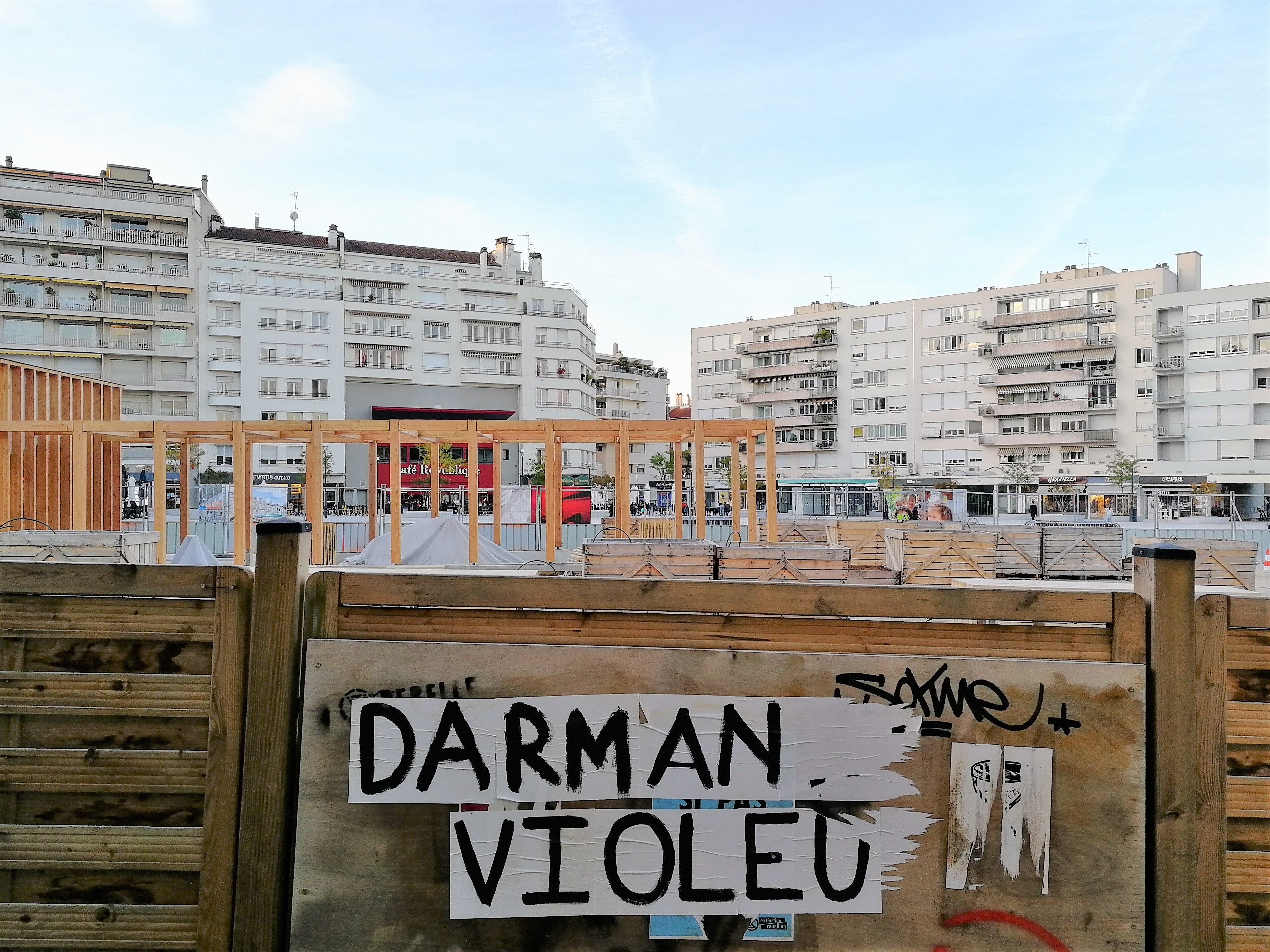
Limoges : « Darmanin violeur ».
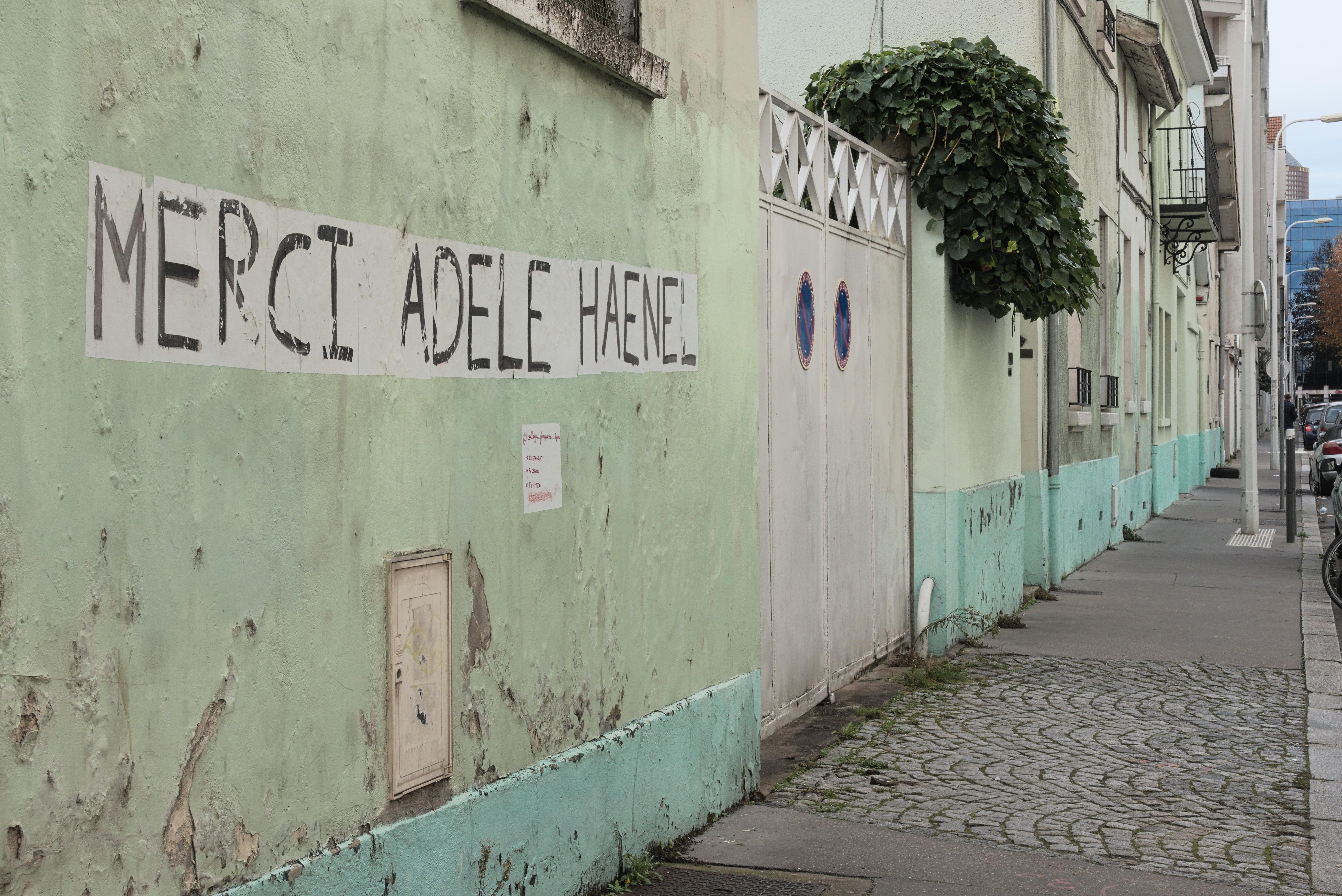
Lyon : « Merci Adèle Haenel ».
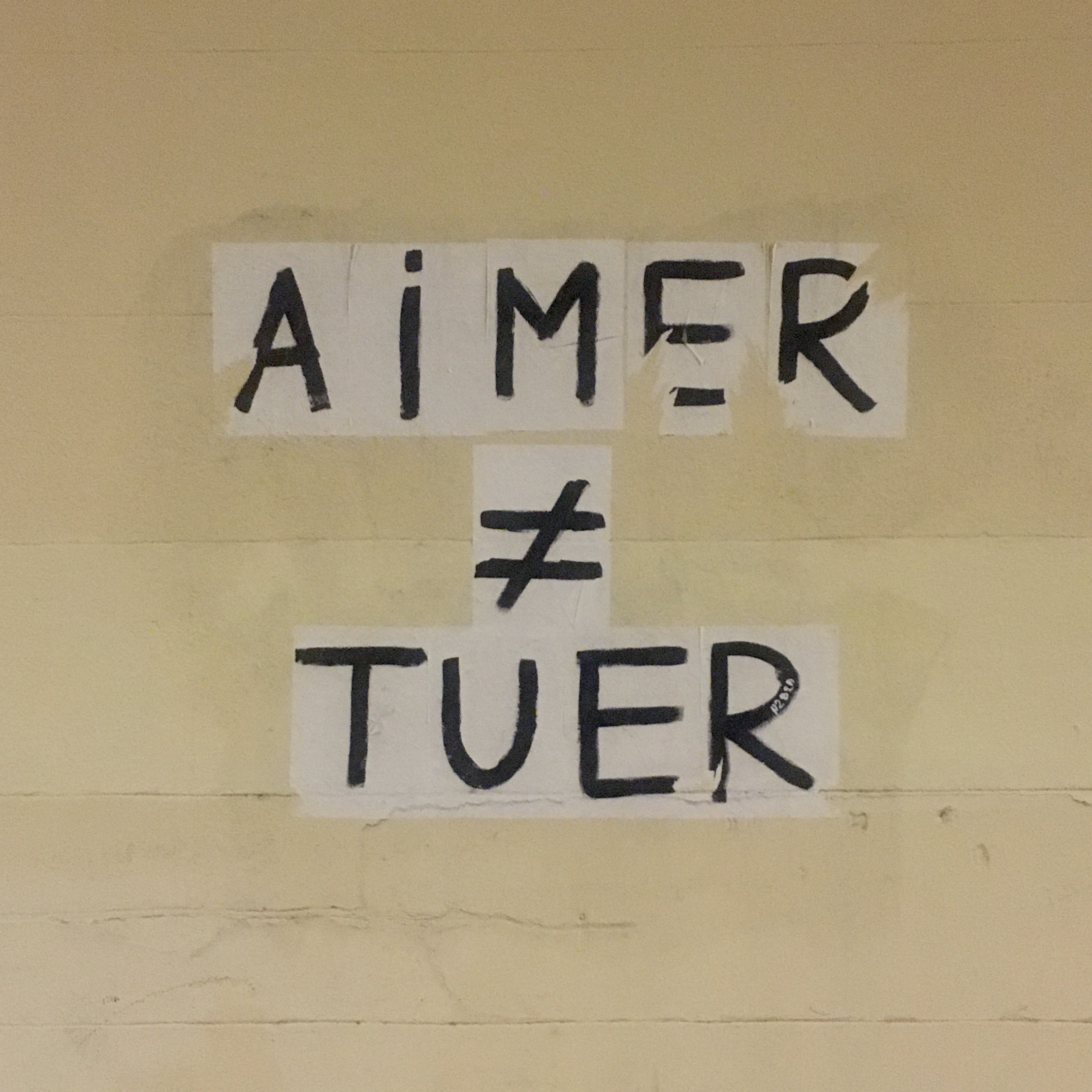
Marseille : « Aimer ≠ tuer ».
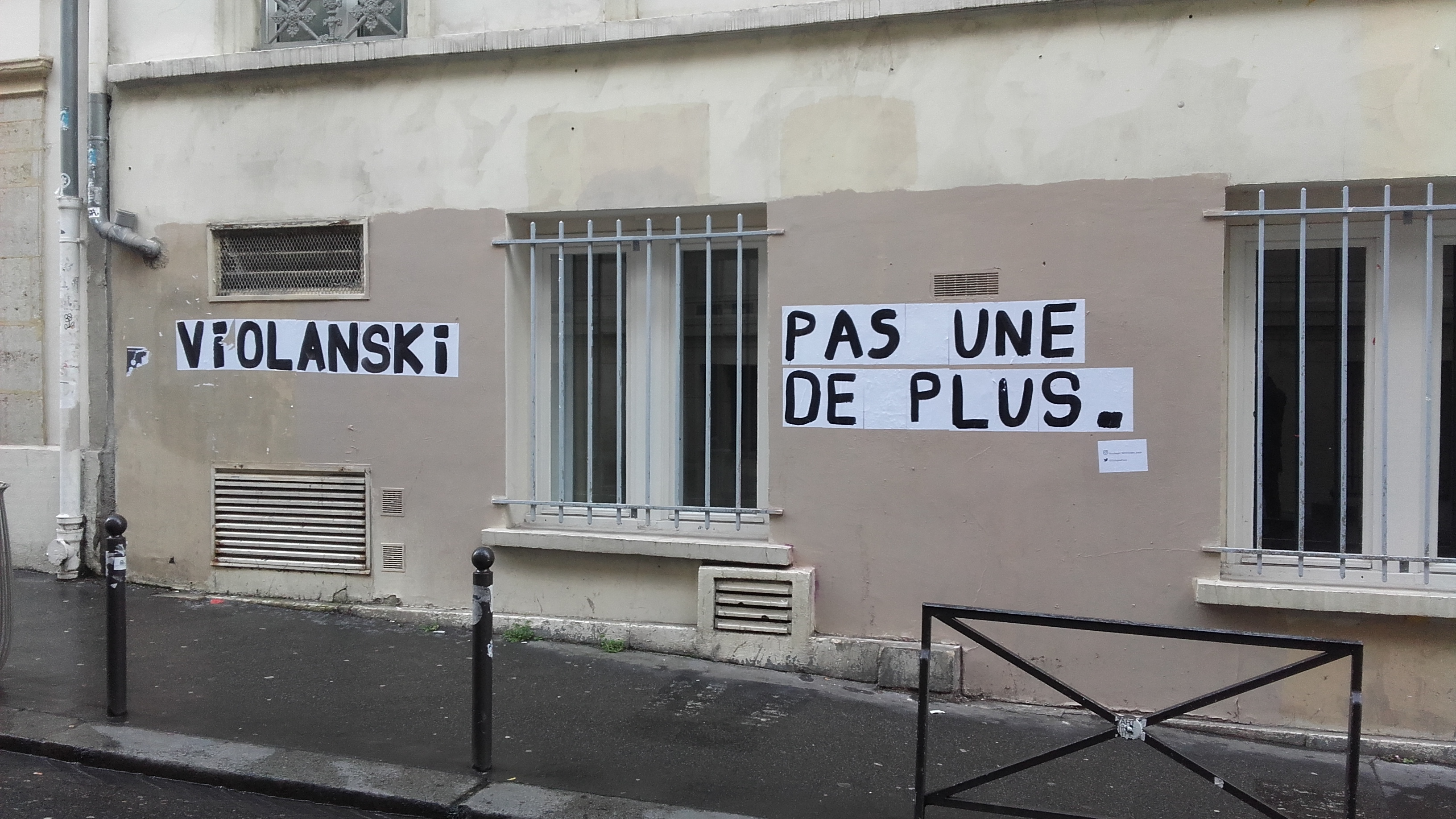
Paris : « Violanski » et « Pas une de plus ».
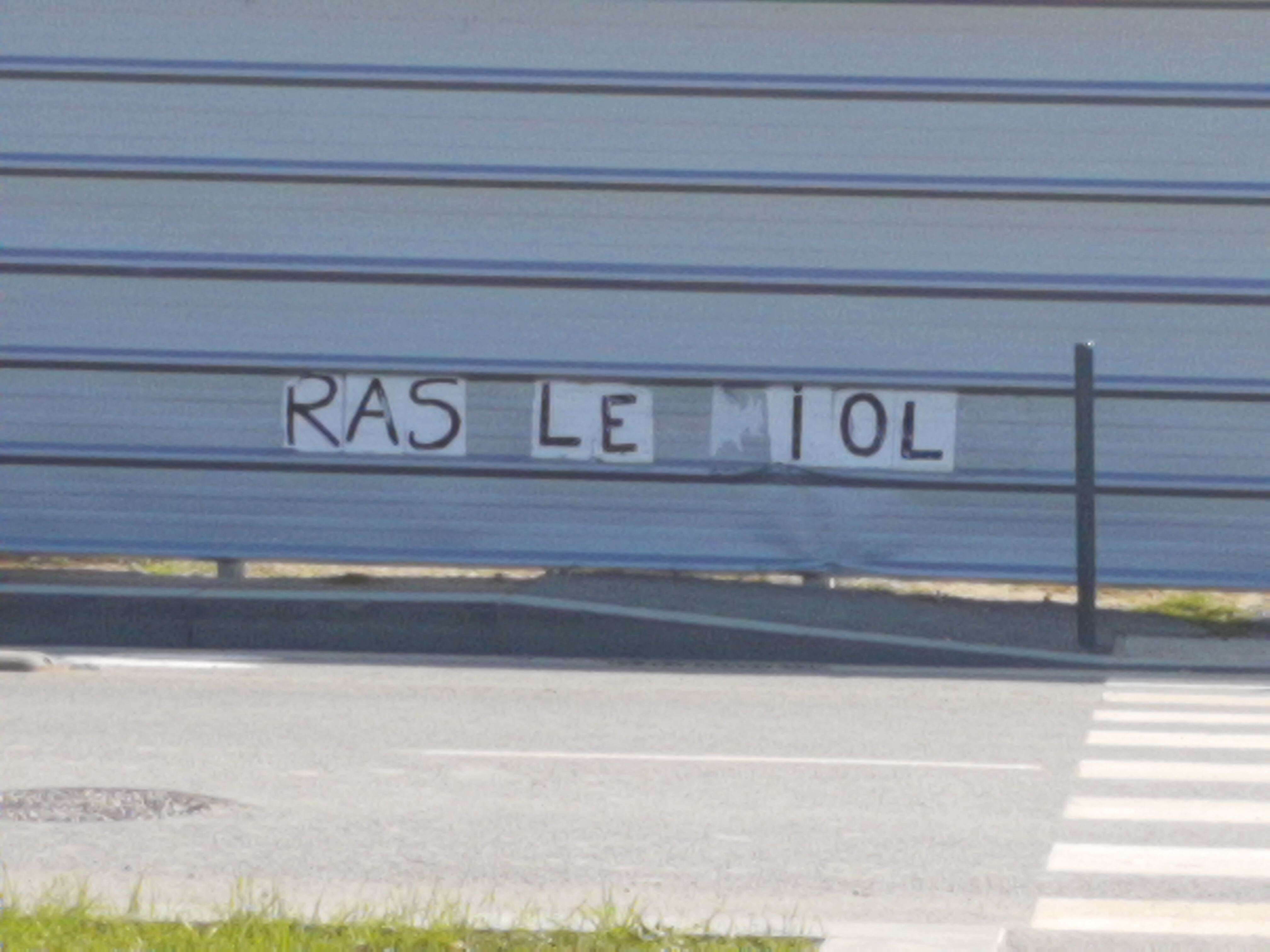
Plateau de Saclay : « Ras le viol ».
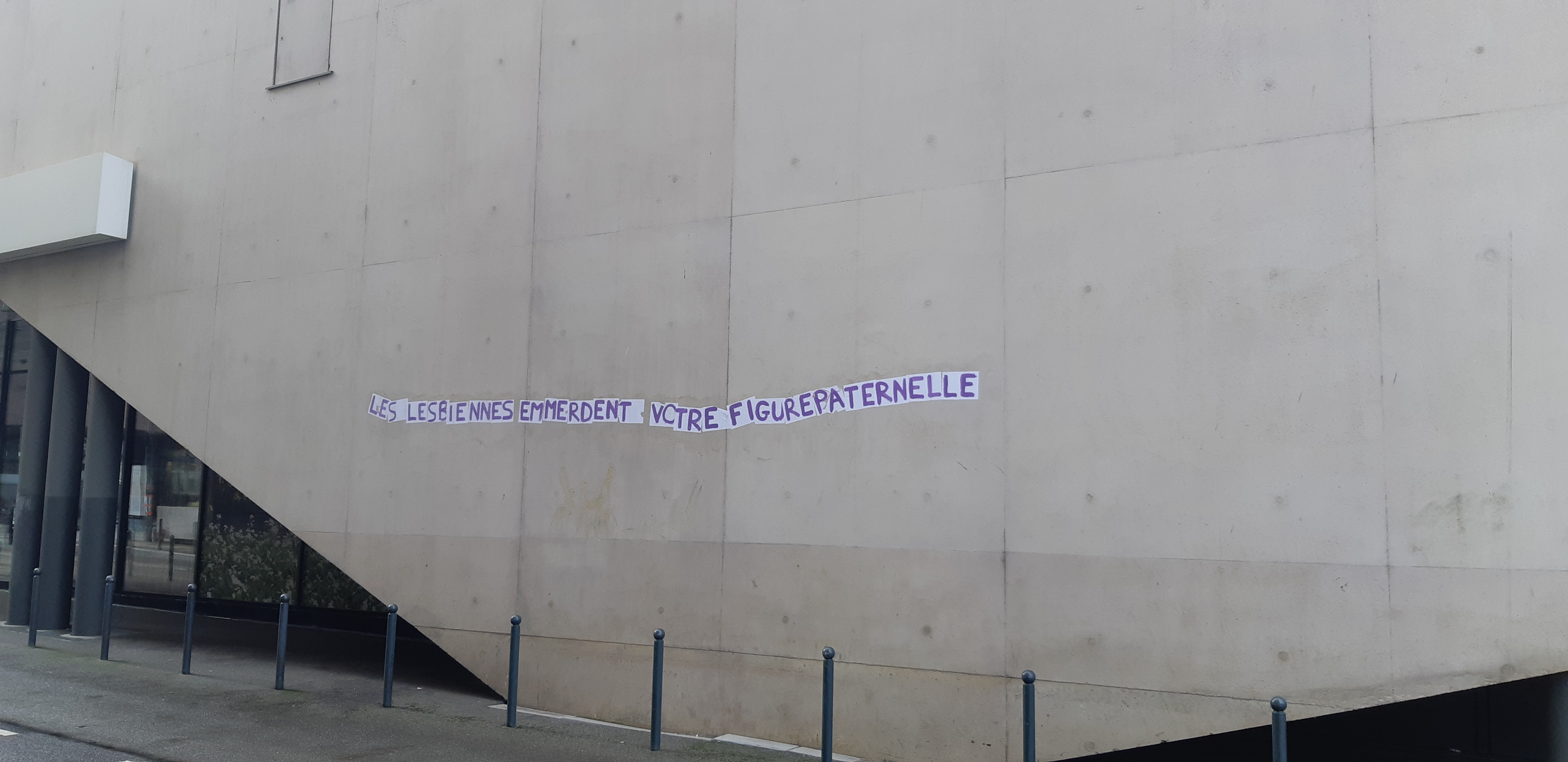
Rennes : « Les lesbiennes emmerdent votre figure paternelle ».
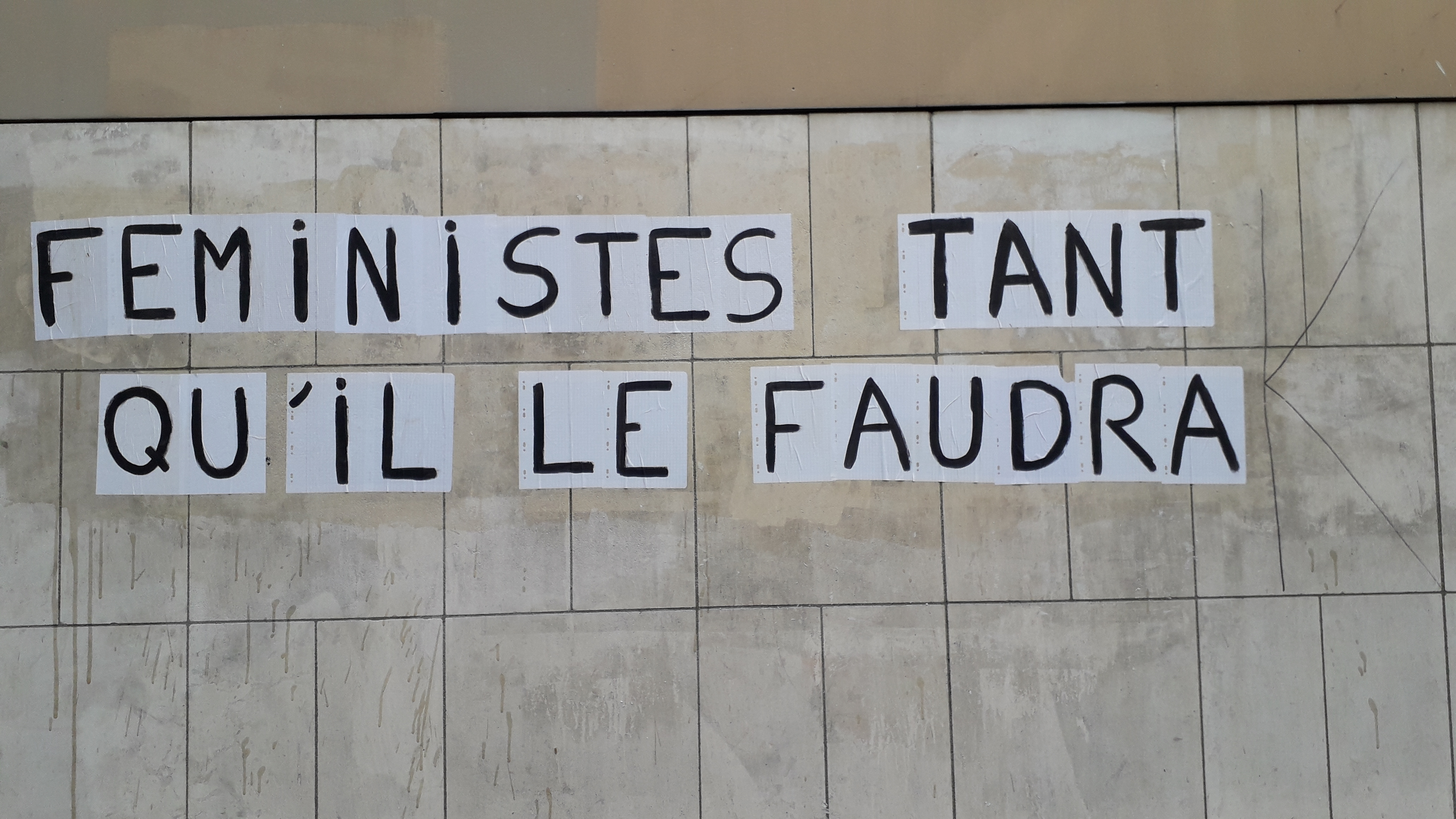
Rouen : « Féministes tant qu'il le faudra ».

## Publications de colleuses
- Marguerite Stern, Héroïnes de la rue, Neuilly-sur-Seine, Michel Lafon, 2020, 185 p. (ISBN 978-2-7499-4396-1 et 978-2-7499-4623-8, lire en ligne ).
- Collages Féminicides Paris (photogr. Tay Calenda et Léa Michaëlis), Notre colère sur vos murs, Paris, Denoël, 2021, 221 p. (ISBN 978-2-207-16434-1 et 978-2-207-16438-9, lire en ligne ).

#### Articles
- Mathilde Guellier, « “Tu fais un truc qui n'est pas légal mais qui est légitime en fait” : Coller contre les féminicides », Mouvements, no 112,‎ 2022, p. 158–166 (DOI 10.3917/mouv.112.0158, S2CID 256319494, lire en ligne ).
- Alexandra Mallah, « Les collages contre les féminicides : le signe de l'appropriation de l'espace public », Mosaïque, no 21 « Les manifestations du sens dans l'espace public. Signes, symboles, symptômes »,‎ 2024 (DOI 10.54563/mosaique.2588, HAL hal-04652354, S2CID 271256810, lire en ligne ).

#### Communications en colloque
- Les écrits sauvages de la contestation, colloque inaugural de l'Observatoire des Littératures Sauvages (OLSa), 2 – 3 juin 2022, au centre culturel le Delta, Namur, sur Fabula :
  - Michel Kokoreff, « “Rage against the Machism” : Regard sociologique sur les collages féministes »  (DOI 10.58282/colloques.9482).
  - Laura Zinzius, « Les collages féministes : Une pratique en trois temps. Matérialité, performativité et ethos »  (DOI 10.58282/colloques.9443).
- Alexandra Mallah, « De la signature au monument : de quoi les collages contre les féminicides sont-ils le signe ? », dans Rémy Leroy (dir.), Signes, symboles, symptômes : les manifestations du sens dans l'espace public (colloque interdisciplinaire de doctorants en sciences humaines organisé par l'école doctorale no 487 de Philosophie "Histoire, Représentation, Création" (PHCR) et l'Institut de Philosophie de Grenoble (IPhiG), Université Grenoble-Alpes, à la Maison des langues et des cultures, sur le domaine universitaire de Grenoble), 1er mars 2023 (HAL hal-04131144).
- Alexandra Mallah, « Ce que les collages contre les féminicides font à la ville », dans Philippe Gambette (dir.) et Caroline Trotot (dir.), Créatrices dans la cité : Penser la ville avec les femmes, de la “Cité des Dames” aux promenades du matrimoine (colloque organisé par l'Université Gustave-Eiffel à la bibliothèque Georges-Perec, sur le campus Cité Descartes, Champs-sur-Marne), 13 juin 2023 (HAL hal-04131160).
- (en) Alexandra Mallah, « Strategies for urban space appropriation : The case of Collages Féminicides Paris », dans 35th International Geographical Congress (colloque organisé par l'Union géographique internationale à la Dublin City University), 25 août 2024 (HAL hal-04700249).

#### Mémoires
- Élisa Aubin (sous la dir. de Muriel Salle), Le collectif « Collages féministes Lyon » : analyse sociologique d'un mouvement social féministe (master Affaires publiques, parcours Action et gestion publique, à l'IEP de Lyon), 1er septembre 2020 (HAL dumas-03699384, lire en ligne  [PDF]).
- Noémie Jaouen (sous la dir. de Margot Verdier), Les collectifs de « collages féministes », sociologie d'un engagement militant (master Science politique, parcours Métiers de la recherche en science politique, à la Faculté des sciences juridiques, politiques et sociales de l'Université de Lille), 2021 (lire en ligne  [PDF]).
- Alexandra Mallah (sous la dir. de Cláudia Damasceno Fonseca), L'appropriation de l'espace public par les mouvements sociaux féministes : le cas de Collages Féminicides Paris (master Territoires Espaces Sociétés, à l'EHESS), 2021 (HAL dumas-04155501, lire en ligne  [PDF]).
- Zoé Ruzic (sous la dir. d'Antonin Margier), Subvertir la dichotomie privé-public au moyen des espaces publics : enquête auprès du collectif Collages Féministes Rennes (master Aménagement et Urbanisme, parcours Dynamiques sociales et Aménagement des territoires, à l'Université Rennes-II), 13 juin 2022 (HAL dumas-03819807, lire en ligne  [PDF]).

#### Autres
- Denis Saint-Amand, « “Elle le quitte, il la tue” : Les collages féministes, une littérature sauvage » , Atelier de théorie littéraire, sur Fabula, 12 février 2021.
- Juliette Cermeno et Justine Loizeau, « Collages féministes : lutter contre la violence, ça s’organise ! » , sur The Conversation, 7 mars 2023.